# Frans Oort
Frans Oort (Bussum, 17 de julho de 1935) é um matemático neerlandês, que trabalha com geometria algébrica.

## Vida
Oort estudou de 1952 a 1958 na Universidade de Leiden (diploma sobre curvas elípticas), onde obteve um doutorado em 1961, orientado por Willem Titus van Est e Jacob Murre, com a tese Reducible and Multiple Algebraic Curves, tendo estudado anteriormente com Jean-Pierre Serre em Paris e Aldo Andreotti em Pisa. Trabalhou a partir de 1961 na Universidade de Amsterdã, onde foi professor em 1967. De 1977 ate aposentar-se em 2000 foi professor da Universidade de Utrecht.
Em 1962 apresentou uma palestra no Congresso Internacional de Matemáticos em Estocolmo (Multiple algebraic curves).
Dentre seus orientados constam Hendrik Lenstra, Aise Johan de Jong, Michiel Hazewinkel e Joseph Steenbrink.

## Obras
- Editor com Carel Faber, Gerard van der Geer: Moduli of abelian varieties, Birkhäuser 2001
- Editor com Steenbrink, van der Geer: Arithmetic algebraic geometry, Birkhäuser 1991
- Editor: Algebraic Geometry, Oslo 1970, Wolters-Noordhoff 1972